# Cold Day In Hell
Cold Day In Hell è un mixtape del rapper statunitense Freddie Gibbs, pubblicato il 31 ottobre del 2011 dall'etichetta Corporate Thugz, di proprietà del rapper Young Jeezy.
Il mixtape è stato registrato tra il 2009 e il 2011 e vanta collaborazioni con rapper quali DOM KENNEDY, Freeway, Juicy J, Sly Polaroid, Alley Boy, 2 Chainz e Scrilla, oltre allo stesso Jeezy.

## Tracce
1. Barely M.A.D.E. It (feat. BJ the Chicago Kid) – 3:01 (musica: J.U.S.T.I.C.E. League)
2. Rob Me A Nigga (feat. Big K.R.I.T. & Alley Boy) – 3:54 (musica: Big K.R.I.T.)
3. 187 Proof – 3:12 (musica: J.U.S.T.I.C.E. League)
4. Anything To Survive (feat. Adrian, Sly Polaroid & Freeway) – 3:58 (musica: Beatnick & K-Salaam)
5. Twos and Fews (feat. Young Jeezy) – 3:52 (musica: SC)
6. Let Ya Nuts Hang (feat. Scrilla) – 3:00 (musica: Arkatech Beatz)
7. Let ’Em Burn – 3:14 (musica: The Olympicks)
8. B.A.N.ned – 2:55 (musica: Cardo)
9. My Homeboy’s Girlfriend – 4:56 (musica: Cardo)
10. So Amazin’ (P.S.A. Part 2) (feat. Sebastian Mego) – 3:46 (musica: The A-Team Producers)
11. Natural High (Even Higher Learning) – 4:49 (musica: DJ Burn One)
12. Str8 Slammin’ (feat. Juicy J) – 3:32 (musica: SMKA)
13. Menace II Society (feat. DOM KENNEDY) – 3:15 (musica: Cardo)
14. Neighborhood Hoez (feat. 2 Chainz) – 3:23 (musica: Speakerbomb)
15. Heaven Can Wait – 3:24 (musica: Beatnick & K-Salaam)
16. My Dawgz – 4:13 (musica: Cardo)
17. Where Have U Been (feat. Slick Pulla) – 2:55 (musica: Mike WiLL Made-It)

| Recensione           | Giudizio |
| -------------------- | -------- |
| XXL                  | [ 2 ]    |
| The A.V. Club        | B+       |
| Consequence of Sound | [ 4 ]    |
| Pitchfork            | 8.2/10   |

### Campionamenti
- Barely M.A.D.E. It campiona Mind Playing Tricks on Me dei Geto Boys, estratta da We Can’t Be Stopped del 1991[6].
- Anything To Survive campiona Harlem River Drive di Bobbi Humphrey, estratta da Blacks and Blues del 1974[7].
- My Homeboy’s Girlfriend campiona Like a Tattoo dei Sade, estratta da Love Deluxe del 1992 e interpola My Homeboy’s Girlfriend di 8Ball, estratta da Lost del 1998[8].
- Str8 Slammin’ interpola Picture Me Rollin’ di Tupac Shakur, estratta da All Eyez On Me del 1996[9].
- Neighborhood Hoez interpola Neighborhood Hoe dei Three 6 Mafia, estratta da Chapter 2: World Domination del 1997 e campiona What About Us dei Jodeci, estratta da Diary of a Mad Band del 1993[10].
- Heaven Can Wait campiona Morning Glory dei Jamiroquai, estratta da The Return of the Space Cowboy del 1994[11].
- Where Have U Been campiona Where Have You Been di Jay-Z e Beanie Sigel, estratta da The Dynasty: Roc La Familia del 2000[12].